# Альмаді
14°44′27″ пн. ш. 17°31′48″ зх. д. / 14.7408° пн. ш. 17.53° зх. д.Альмаді (фр. Pointe des Almadies) — мис на півострові Зелений Мис в Сенегалі. Найзахідніша точка Африки.
Береги мису абразійно-бухтові.

## Історія
Відвідувався фінікійцями в VII—VI століттях до нашої ери, першим європейцем став португальський мореплавець Диніше Діашом у 1444 році (за іншими даними 1445).